# Новотягинка
Новотяги́нка — село в Україні, у Дар'ївській сільській громаді Херсонського району Херсонської області. Населення становить 692 осіб (на 2001 рік).

## Населення
Згідно з переписом УРСР 1989 року чисельність наявного населення села становила 783 особи, з яких 363 чоловіки та 420 жінок.
За переписом населення України 2001 року в селі мешкали 692 особи.

### Мовний склад
Рідна мова населення за даними перепису 2001 року:
| Мова       | Кількість | Відсоток |
| ---------- | --------- | -------- |
| українська | 641       | 92.63%   |
| російська  | 50        | 7.22%    |
| білоруська | 1         | 0.15%    |
| Усього     | 692       | 100%     |

## Відомі люди
Тут народився Голобородько Юрій Костянтинович (1927—2009) — прозаїк.

## Історична довідка
- Про Новотягинку у проекті «Краєзнавство Таврії»

## Цікава інформація
- Рідна Херсонщина
- Журнал бойових дій військ 3-го та 4-го Українських фронтів жовтень 1943 — квітень 1944

## Туризм у Новотягинці
- База-садиба сільського зеленого туризму «Білі зорі»

## Освіта
- Новотягинська школа